# Райновская (станция)
Райновская — железнодорожная станция Юго-Восточной железной дороги в посёлке Райновское, Россошанского района Воронежской области.

## История
Станция открыта в 1876 году.
6 октября 1941 года поезд с эвакуированными из Одессы людьми подвергся бомбежке на станции. Погибло 360 человек и 366 было ранено, посёлок при станции был сожжён, 150 метров железнодорожных путей были разрушены.

## Расписание электропоездов
По графику 2023 года на станции останавливаются 9 электропоездов:
| № поезда   | Маршрут движения         | Время отправления | Дни         |
| ---------- | ------------------------ | ----------------- | ----------- |
| На Россошь |                          |                   |             |
| 6317       | Гартмашевка — Россошь    | 06:43             | ежедневно   |
| 6611       | Гартмашевка — Россошь    | 12:07             | ежедневно   |
| 6315       | Митрофановка — Россошь   | 19:10             | по будням   |
| 6313       | Гартмашевка — Россошь    | 19:10             | по выходным |
| На Лихую   |                          |                   |             |
| 6310       | Россошь — Гартмашевка    | 09:02             | ежедневно   |
| 6312       | Россошь — Гартмашевка    | 14:02             | по выходным |
| 6314       | Россошь — Митрофановка   | 18:03             | по будням   |
| 6316       | Россошь — Гартмашевка    | 21:08             | ежедневно   |
| 6002/6008  | Воронеж I — Кантемировка | 22:21             | пятница     |